# RPWブリティッシュ・タッグ王座
RPW統一ブリティッシュ・タッグ王座は、RPWが管理、認定している王座。

## 歴史
2005年、IPW:UKがIPW:UKブリティッシュ・タッグ王座を創設。7月17日、IPW:UKで行われた初代王者決定戦に勝利したアッシュ&クリス・リネル組が初代王者になった。
2012年8月26日、管理団体がRPWに移って王座名をRPWブリティッシュ・タッグ王座に変更。

## 歴代王者

### IPW:UKブリティッシュ・タッグ王座
| 歴代   | タッグチーム                                                                          | 戴冠回数 | 獲得日付       | 獲得場所 （対戦相手・その他）            |
| ------ | ------------------------------------------------------------------------------------- | -------- | -------------- | ---------------------------------------- |
| 初代   | AK-47 （アッシュ & クリス・リネル）                                                   | 1        | 2005年7月17日  | ケント バタリオン & フレーミング・レッド |
| 第2代  | ザ・アンタッチャブルズ （デイブ・モラレス & ジャック・ストーム）                      | 1        | 2006年2月18日  | ケント                                   |
| 第3代  | ドラゴン・ハーツ （ドラゴン・フェニックス & スパッド）                                | 1        | 2006年9月24日  | ケント                                   |
| 第4代  | スイス・マネー・ホールディング （アーレス & クラウディオ・カスタニョーリ）            | 1        | 2006年12月10日 | エセックス                               |
| 第5代  | ザ・カルテル （テリー・フレイジャー & シャー・サミュエルズ）                          | 1        | 2007年9月23日  | ケント                                   |
| 第6代  | ザ・スリラーズ （ジョエル・レッドマン & マーク・ハスキンス）                          | 1        | 2008年9月28日  | ウェスト・ミッドランズ                   |
| 第7代  | ザ・リーダーズ・オブ・ザ・ニュー・スクール （ザック・セイバーJr. & マーティ・スカル） | 1        | 2009年3月3日   | ケント                                   |
| 第8代  | ザ・オール・スターズ （ロビー・ダイナマイト & マイキー・ホイプラッシュ）              | 1        | 2010年9月10日  | ハートフォードシャー                     |
| 第9代  | リーダーズ・オブ・ザ・ニュー・スクール （ザック・セイバーJr. & マーティ・スカル）     | 2        | 2010年12月5日  | ケント                                   |
| 第10代 | プロジェクト・エゴ （クリス・トラヴィス & マーティン・カービー）                      | 1        | 2012年8月26日  | ケント                                   |

### RPWブリティッシュ・タッグ王座
| 歴代   | タッグチーム                                                                   | 戴冠回数 | 獲得日付       | 獲得場所 （対戦相手・その他）                                        |
| ------ | ------------------------------------------------------------------------------ | -------- | -------------- | -------------------------------------------------------------------- |
| 第11代 | ザ・ソードズ・オブ・エセックス （ウィル・オスプレイ & ポール・ロビンソン）     | 1        | 2013年6月15日  | グレーター・ロンドン                                                 |
| 第12代 | ザ・インナー・シティ・マシンガンズ （リコシェ & リッチ・スワン）               | 1        | 2014年3月15日  | グレーター・ロンドン                                                 |
| 第13代 | ザ・カルテル （テリー・フレイジャー & シャー・サミュエルズ）                   | 2        | 2014年3月16日  | ケント                                                               |
| 第14代 | イングランズ・コーリング （ジョエル・レッドマン & マーティン・ストーン）       | 1        | 2014年6月15日  | グレーター・ロンドン                                                 |
| 第15代 | ザ・スリラーズ （ジョエル・レッドマン & マーク・ハスキンス）                   | 2        | 2015年2月15日  | グレーター・ロンドン                                                 |
| 第16代 | ザ・レヴォルーショニストズ （ジェームス・キャッスル & シャー・サムュエルズ）   | 1        | 2015年6月14日  | グレーター・ロンドン                                                 |
| 第17代 | ジョエル・レッドマン & チャーリー・ギャレット                                  | 1        | 2016年6月12日  | グレーター・ロンドン                                                 |
| 第18代 | CCK （クリス・ブルックス & トラヴィス・バンクス）                              | 1        | 2017年3月5日   | ロンドン                                                             |
| 第19代 | ムスタッシュ・マウンテン （トレント・セブン & タイラー・ベイト）               | 1        | 2017年10月23日 | ハンプシャー                                                         |
| 第20代 | ザック・セイバーJr. & 鈴木みのる                                               | 1        | 2018年1月20日  | グレーター・ロンドン                                                 |
| 第21代 | オージー・オープン （マーク・デイピス & カイル・フレッチャー）                 | 1        | 2019年3月10日  | グレーター・ロンドン                                                 |
| 第22代 | ジョシュ・ボドム & シャー・サミュエルズ                                        | 1        | 2019年6月29日  | マンチェスター 返上                                                  |
| 第23代 | ザ・リージョン （ランペイジ・ブラウン & グレート-O-カーン）                    | 1        | 2019年10月13日 | サウサンプトン ダンマ・ギー & カーティス・チャップマン 返上          |
| 第24代 | デスティネーション・エヴリウェア （コナー・ミルズ & マイケル・オク）           | 1        | 2021年8月21日  | マンチェスター スクリューフェイス・アーメド & ルシアン・フィリップス |
| 第25代 | オージー・オープン （マーク・デイビス & カイル・フレッチャー）                 | 2        | 2021年9月19日  | マンチェスター                                                       |
| 第26代 | ロイ・ナイト & リッキー・ナイトJr.                                             | 1        | 2021年11月21日 | ロンドン                                                             |
| 第27代 | サンシャイン・マシン （チャック・マンボ & TKクーパー）                         | 1        | 2022年1月9日   | ロンドン                                                             |
| 第28代 | グリーディ・ソウルズ （ブレンダン・ホワイト & ダニー・ジョーンズ）             | 1        | 2022年10月23日 | ロンドン                                                             |
| 第29代 | サブカルチャー （マーク・アンドリュース & フラッシュ・モーガン・ウェブスター） | 1        | 2023年7月9日   | ロンドン                                                             |
| 第30代 | グリズルド・ヤング・ベテランズ （ザック・ギブソン & ジェームス・ドレイク）     | 1        | 2024年3月31日  | ロンドン                                                             |
| 第31代 | サンシャイン・マシン （チャック・マンボ & TKクーパー）                         | 2        | 2024年8月24日  | ロンドン                                                             |